# 로골로지
로골로지(logology)는 단어의 의미보다는 단어를 구성하는 글자들의 패턴을 중점으로 연구하는 학문 분야를 지칭하는 말로 드물게 사용하는 용어이다. 종종 애너그램(anagram), 회문 (回文, palindrome), 아이서그램(isogram)과 같은 언어 유희의 일부로 연구되기도 한다. 로골로지를 연구하는 사람을 로골로지스트(logologist)라고 한다.
이 용어는 1960년 대 후반 언어에 관한 다수의 책을 쓴 드미트리 보그먼에 의해 (적어도 어느 정도까지는) 널리 알려지게 되었다.

## 어원
어원상으로는 말, 단어, 지식 등의 뜻을 가지는 그리스 단어 λόγος(logos)와 학문, 지식이란 뜻의 접미사 -λογια (-logia)가 합쳐서 된 단어이다. 그래서 로골로지는 "단어를 연구하는 학문"이란 뜻도 되지만 "지식의 지식"이란 뜻도 된다. 사실 -λογια 접미사도 λόγος에서 파생된 단어이다. 때로는 신학에서 로고스(Logos, 하나님의 말씀)를 연구하는 학문 또는 교리라는 뜻으로도 로골로지라는 단어를 사용하기도 한다.
"지식의 지식"이란 뜻으로 사용될 때에는 해당 분야에 대한 아주 자세한 연구나 지식이란 의미를 가진다. 예를 들어 "Dmitri is a literary logologist."란 문장의 뜻은 "드미트리는 문학에 관해서 집중적으로 연구한다"는 뜻이 된다.
옥스퍼드 영어 사전에 의하면 이 단어의 용례가 18세기부터 보이지만 "로고스 교리"란 뜻으로 두 권의 책 제목에서 그 용례가 발견이 될 정도로 사용 빈도가 극히 희박한 단어였다. 이후 19세기와 20세기 초까지 "단어를 연구하는 학문"이란 뜻으로 드물게 사용되다가 1960년대 말부터 본격적으로 보그먼에 의해서 널리 대중에 알려지고 학문의 한 분야로 확립이 되었다. 하지만 여전히 이 단어는 대부분의 사전에 나오지 않을 정도로 생소한 용어이고 로골로지 분야 외에서는 거의 사용되지 않고 있다.

## 같이 보기

### 일반 주제
- 낱말 놀이
- 어구전철
- 아이서그램
- 리포그램
- 팬그램
- 회문

### 관련 서적
- 언어는 휴가 중: 정서법의 별난 잡기(Language on Vacation: An Olio of Orthographical Oddities) - 찰스 스크리브너즈 선 출판사 (Charles Scribner's Sons) 1965년 발행
- 언어를 뛰어넘어: 말과 생각의 모험 (Beyond Language : Adventures in Word and Thought) - 찰스 스크리브너즈 선 출판사 1967년 발행
- 신기한 십자 낱말 퍼즐 (Curious Crosswords) 보그먼 편집 및 주해 - 찰스 스크리브너즈 선 출판사 1970년 발행